# Fabilius
Fabilius of Fabillus was een letterkundige uit de 3e eeuw. Hij onderwees de jonge keizer Maximinus Thrax (235-238) in het Grieks en was de auteur van verscheidene Griekse epigrammen, voornamelijk opschriften voor de standbeelden en portretten van zijn pupil.

## Noot
1. ↑  Julius Capitolinus, Maximinius Thrax, 1